# Marc Rissmann
Marc Rissmann (Berlino, 1980) è un attore tedesco.
È anche attivo come regista di videoclip musicali e spot pubblicitari.

## Filmografia parziale

### Cinema
- Overlord, regia di Julius Avery (2018)
- Le spie di Churchill (A Call to Spy), regia di Lydia Dean Pilcher (2019)
- Operazione vendetta (The Amateur), regia di Janes Hawes (2025)

### Televisione
- Tod einer Polizistin - film TV (2012)
- Squadra Speciale Stoccarda (SOKO Stuttgart) – serie TV, 2 episodi (2014-2017)
- The Last Kingdom – serie TV, 4 episodi (2017)
- Tatort – serie TV, 2 episodi (2017-2018)
- Il Trono di Spade (Game of Thrones) – serie TV, episodi 8x01-8x05 (2019)
- L'uomo nell'alto castello (The Man in the High Castle) - serie TV, 3 episodi (2019)
- 1883, regia di Taylor Sheridan, Ben Richardson e Christina Alexandra Voros – miniserie TV (2021-2022)
- Andor – serie TV, episodi 2x04-2x05 (2025)

## Doppiatori italiani
Nelle versioni in italiano delle opere in cui ha recitato, Marc Rissmann è stato doppiato da:
- Marco Vivio ne Il Trono di Spade, Subteran
- Alessandro Budroni in 1883, Operazione vendetta
- Francesco Venditti in L'uomo nell'alto castello
- Emilio Mauro Barchiesi in Una scatenata coppia di sbirri
- Simone Leonardi in Andor